# Nova Granada
Nova Granada  est une municipalité brésilienne de l'État de São Paulo et la Microrégion de São José do Rio Preto.